# سينما فرهنك
تعد سينما فرهنك مسرح السينما الأكثر شهرة في طهران وكذلك في إيران . وأيضًا أحد المسارح الرسمية التي تعرض أفلامًا أجنبية في طهران.

## روابط خارجية
- الموقع الرسمي